# Джонстон, Джуланна
Джуланна Джонстон (англ. Julanne Johnston, 1 мая 1900 — 26 декабря 1988) — американская киноактриса. Снималась в эпоху немого кино и в начале 20-х годов была непродолжительное время популярна.

## Биография
Джуланна родилась 1 мая 1900 года в Индианаполисе, штат Индиана. Переехав вместе с родителями в Голливуд, некоторое время брала уроки танцев, затем провела два сезона, играя в театре. В 1919 году актриса дебютировала в кино, получив небольшую роль в картине Кинга Видора «Лучшие времена».
Кратковременный расцвет её карьеры пришёлся на 1924 год, когда Джуланна вошла в список WAMPAS Baby Stars, куда ежегодно избирались подающие надежды молодые актрисы, и сыграла принцессу в картине «Багдадский вор», в которой главную роль исполнил Дуглас Фэрбенкс. Эта работа является единственным значительным появлением актрисы на киноэкране — она не смогла пробиться в настоящие звезды и впоследствии снималась в основном на второстепенных ролях.
В том же 1924 году её имя оказалось вовлечено в скандал, связанный со смертью актёра и режиссёра Томаса Инса — он умер при невыясненных обстоятельствах во время морской прогулки на яхте газетного магната Уильяма Рендольфа Херста, где в числе именитых гостей и голливудских старлеток была и Джуланна. Конец её карьеры наступил с началом эры звукового кино. В 1934 году Джуланна снялась в историческом фильме «Клеопатра» (причем её имя даже не было упомянуто в титрах) и ушла в отставку. 26 декабря 1988 года она скончалась в Гросс-Пойнте в возрасте восьмидесяти восьми лет.

## Избранная фильмография
- 1922 — Молодой раджа
- 1923 — Медный кувшин
- 1924 — Багдадский вор
- 1925 — Большой парад
- 1930 — Мадам Сатана
- 1933 — Ранняя слава
- 1934 — Клеопатра
- 1934 — Распутная императрица